# Eugoa perfasciata
Eugoa perfasciata là một loài bướm đêm thuộc phân họ Arctiinae, họ Erebidae.